# Farkas János (polgármester)
Aranyosmaróti és románfalvi Farkas János  (Jászberény, 1821. szeptember 24. – Debrecen, 1886. szeptember 23.) ügyvéd, Jászberény város főbírája majd első polgármestere.

## Ősei
A nemes aranyosmaróti és románfalvi Farkas család Bars vármegyéből költözött a 18. század közepe táján Jászberénybe. A nemesi oklevelet – címeres levél – 1687-ben nyerte el nagyapja, Farkas Péter.

## Életrajza
Szülei Farkas János tanácsnok és Kállay Rozália.
Ügyvédi képesítést szerzett és először hites ügyvédként dolgozott. 1847 januárjában tiszteletbeli jegyző lett. 1848-ban magas szavazati aránnyal választották meg tanácsnoknak. Nagy aktivitással végezte munkáját és nagyon sok dolgot sikerült elintéznie rövid idő alatt. Amikor 1851-ben a főbírói szék megüresedett, Muhoray János császári és királyi járási kapitány őt nevezte ki főbírónak, és mindenki nagy megelégedésére intézte a város ügyeit.
Abban az időben a városok élén a főbírók álltak, amikor 1859-ben a közigazgatási rendszer megreformálása a Bach rendszer alatt megtörtént, a város első embere a polgármester lett. Ekkor választották meg Farkas János főbírót polgármesternek.
Az 1850-es években Farkas János polgármester egy kúriát építtetett családja számára, amely ma az Ady Endre út 22. szám alatt található. A rezidencia romantikus stílusban épült. A későbbiekben (1870) amikor a család Debrecenbe költözött, eladták a kúriát, amelyet a Koller család vásárolt meg. A II. világháború után az ÁFÉSZ kapta meg az épületet, majd a COOP Zrt. központi székhelye üzemel benne.
A politikai csatározások nem kerülték el Jászberényt sem, amikor Farkas Jánost és néhány tanácsnokot visszaélésekkel vádolt meg Pintér Mihály, aki később a város polgármestere lett. A vád azonban alaptalannak bizonyult, amelyet a felsőbb fórumok is lefolytattak.
Az áskálódás és az alaptalan vádaskodás következtében visszavonult a közélettől és Debrecenbe költözött. Ott hunyt el és ott helyezték örök nyugalomra.